# ألان نافارو
ألان نافارو (بالإنجليزية: Alan Navarro)‏ (31 مايو 1981 بليفربول في المملكة المتحدة - ) هو لاعب كرة قدم بريطاني في مركز الوسط. لعب مع برايتون أند هوف ألبيون وسويندون تاون وماكليسفيلد تاون وميلتون كينز دونز ونادي أكرينغتون ستانلي ونادي ترانمير روفرز لكرة القدم ونادي كرو ألكساندرا ونادي ليفربول ونادي تشستر سيتي.

## وصلات خارجية
- ألان نافارو على موقع الاتحاد الأوربي (الإنجليزية)
- ألان نافارو على موقع قاعدة بيانات كرة القدم.إي يو (الإنجليزية)
- ألان نافارو على موقع Soccerbase.com (لاعب) (الإنجليزية)